# Liste der Stolpersteine in Eppertshausen
Die Liste der Stolpersteine in Eppertshausen enthält die Stolpersteine, die im Rahmen des gleichnamigen Kunst-Projekts von Gunter Demnig in Eppertshausen verlegt wurden. Mit ihnen soll an die Opfer des Nationalsozialismus erinnert werden, die in Eppertshausen lebten und wirkten.

## Liste der Stolpersteine
| Name                   | Adresse             | Bild | Inschrift | Verlegedatum  | Biografie und Anmerkungen |
| ---------------------- | ------------------- | ---- | --- | ------------- | ------------------------- |
| Josef Reis             | Friedhofstraße 26 · |      | Hier wohnte Josef Reis Jg. 1872 Flucht USA                                                                                               | 8. Juli 2015  |                           |
| Emma Reis              | Friedhofstraße 26 · |      | Hier wohnte Emma Reis Jg. 1881 Flucht USA                                                                                                | 8. Juli 2015  |                           |
| Leo Reis               | Friedhofstraße 26 · |      | Hier wohnte Leo Reis Jg. 1912 Flucht USA                                                                                                 | 8. Juli 2015  |                           |
| Abraham Strauss        | Hauptstraße 8 ·     |      | Hier wohnte Abraham Strauss Jg. 1875 unfreiwillig verzogen 1938 Frankfurt M. gedemütigt/entrechtet tot 22.5.1939                         | 16. Mai 2017  |                           |
| Rescha Rosalie Strauss | Hauptstraße 8 ·     |      | Hier wohnte Rescha Rosalie Strauss geb. Siegel Jg. 1880 unfreiwillig verzogen 1938 Frankfurt M. deportiert ermordet im besetzten Polen   | 16. Mai 2017  |                           |
| Benjamin Siegel        | Hauptstraße 8 ·     |      | Hier wohnte Benjamin Siegel Jg. 1905 unfreiwillig verzogen 1938 Frankfurt M. 'Schutzhaft' 1938 Buchenwald Flucht 1939 USA                | 16. Mai 2017  |                           |
| Salomon Siegel         | Hauptstraße 8 ·     |      | Hier wohnte Salomon Siegel Jg. 1938 unfreiwillig verzogen 1938 Frankfurt M. tot 9.3.1939                                                 | 16. Mai 2017  |                           |
| Klara Siegel           | Hauptstraße 8 ·     |      | Hier wohnte Klara Siegel geb. Heinemann Jg. 1912 unfreiwillig verzogen 1938 Frankfurt M. Flucht 1939 USA                                 | 16. Mai 2017  |                           |
| Moritz Reis            | Hauptstraße 48 ·    |      | Hier wohnte Moritz Reis Jg. 1883 Flucht 1938 USA                                                                                         | 16. Mai 2017  |                           |
| Klara Reis             | Hauptstraße 48 ·    |      | Hier wohnte Klara Reis geb. Siegel Jg. 1888 Flucht 1938 USA                                                                              | 16. Mai 2017  |                           |
| Selma Reis             | Hauptstraße 48 ·    |      | Hier wohnte Selma Reis Jg. 1916 Flucht 1938 USA                                                                                          | 16. Mai 2017  |                           |
| Hilda Reis             | Hauptstraße 48 ·    |      | Hier wohnte Hilda Reis Jg. 1918 Flucht 1938 USA                                                                                          | 16. Mai 2017  |                           |
| Ludwig Reis            | Hauptstraße 48 ·    |      | Hier wohnte Ludwig Reis Jg. 1922 Flucht 1938 USA                                                                                         | 16. Mai 2017  |                           |
| Clementine Reis        | Hauptstraße 48 ·    |      | Hier wohnte Clementine Reis Jg. 1915 Flucht 1938 USA                                                                                     | 16. Mai 2017  |                           |
| Moses Adler            | Hauptstraße 63 ·    |      | Hier wohnte Moses Adler Jg. 1873 unfreiwillig verzogen 1938 Frankfurt deportiert 1942 Theresienstadt tot 5.7.1943                        | 18. Juni 2013 |                           |
| Johanna Adler          | Hauptstraße 63 ·    |      | Hier wohnte Johanna Adler geb. Bentheim Jg. 1874 unfreiwillig verzogen 1938 Frankfurt deportiert 1942 Theresienstadt ermordet 15.12.1942 | 18. Juni 2013 |                           |
| Siegfried Bing         | Hauptstraße 63 ·    |      | Hier wohnte Siegfried Bing Jg. 1901 Flucht 1936 USA überlebt                                                                             | 18. Juni 2013 |                           |
| Henni Bing             | Hauptstraße 63 ·    |      | Hier wohnte Henni Bing geb. Adler Jg. 1903 Flucht 1936 USA überlebt                                                                      | 18. Juni 2013 |                           |
| David Adler            | Hauptstraße 63 ·    |      | Hier wohnte David Adler Jg. 1902 unfreiwillig verzogen 1938 Frankfurt deportiert Lublin ermordet 4.6.1942 Majdanek                       | 18. Juni 2013 |                           |
| Laura Bing             | Hauptstraße 63 ·    |      | Hier wohnte Laura Bing Jg. 1930 Flucht 1936 USA überlebt                                                                                 | 18. Juni 2013 |                           |
| Max Rothschild         | Schulstraße 10 ·    |      | Hier wohnte Max Rothschild Jg. 1870 deportiert 1942 Theresienstadt ermordet 28.12.1942                                                   | 16. Mai 2017  |                           |
| Sarah Rothschild       | Schulstraße 10 ·    |      | Hier wohnte Sarah Rothschild geb. Goldenblum Jg. 1879 deportiert 1942 Theresienstadt ermordet 1.9.1944                                   | 16. Mai 2017  |                           |
| Sali Rothschild        | Schulstraße 10 ·    |      | Hier wohnte Sali Rothschild Jg. 1907 Flucht USA                                                                                          | 16. Mai 2017  |                           |
| Hedwig Rothschild      | Schulstraße 10 ·    |      | Hier wohnte Hedwig Rothschild verh. Vollweiler Jg. 1909 Umzug/Heirat Frankfurt M. deportiert 1943 Auschwitz ermordet 2.3.1943            | 16. Mai 2017  |                           |
| Julius Rothschild      | Schulstraße 10 ·    |      | Hier wohnte Julius Rothschild Jg. 1911 Flucht 1937 USA                                                                                   | 16. Mai 2017  |                           |
| Jakob Rothschild       | Schulstraße 10 ·    |      | Hier wohnte Jakob Rothschild Jg. 1914 'Schutzhaft' 1938 Buchenwald deportiert Majdanek ermordet 4.8.1942                                 | 16. Mai 2017  |                           |
| Josef Rothschild       | Schulstraße 10 ·    |      | Hier wohnte Josef Rothschild Jg. 1918 'Schutzhaft' 1938 Buchenwald Flucht 1938 USA                                                       | 16. Mai 2017  |                           |
| Bernhard Moses         | Schulstraße 12 ·    |      | Hier wohnte Bernhard Moses Jg. 1883 'Schutzhaft' 1938 Buchenwald unfreiwillig verzogen 1938 Frankfurt M. Flucht 1941 USA                 | 16. Mai 2017  |                           |
| Johanna Moses          | Schulstraße 12 ·    |      | Hier wohnte Johanna Moses geb. Simon Jg. 1893 unfreiwillig verzogen 1938 Frankfurt M. Flucht 1941 USA                                    | 16. Mai 2017  |                           |
| Ida Moses              | Schulstraße 12 ·    |      | Hier wohnte Ida Moses Jg. 1920 unfreiwillig verzogen 1938 Frankfurt M. Kindertransport 1939 England                                      | 16. Mai 2017  |                           |
| Josef Moses            | Schulstraße 12 ·    |      | Hier wohnte Josef Moses Jg. 1925 unfreiwillig verzogen 1938 Frankfurt M. Kindertransport 1939 Frankreich mit Hilfe überlebt              | 16. Mai 2017  |                           |
| Martha Moses           | Schulstraße 12 ·    |      | Hier wohnte Martha Moses Jg. 1930 unfreiwillig verzogen 1938 Frankfurt M. Flucht 1941 USA                                                | 16. Mai 2017  |                           |